# Lobiger nevilli
Lobiger nevilli is een slakkensoort uit de familie van de Oxynoidae. De wetenschappelijke naam van de soort is voor het eerst geldig gepubliceerd in 1896 door Pilsbry.